# Friedrich Kühn (Politiker)
Friedrich Kühn (* 13. Juli 1907 in Lippspringe; † 12. Juni 1979 in Hildesheim) war ein deutscher Politiker (CDU).

## Leben und Beruf
Nach dem Abitur 1928 nahm Kühn ein Studium der Rechtswissenschaften an den Universitäten in Jena, München und Erlangen auf, das er jedoch 1932 aus gesundheitlichen Gründen abbrach. Er absolvierte von 1934 bis 1937 eine landwirtschaftliche Ausbildung und war von 1937 bis 1941 als Sachbearbeiter bei verschiedenen Wirtschaftsverbänden tätig. Anschließend war er zunächst Geschäftsführer der Industrie- und Handelskammer in Danzig, später dann in Weimar. Außerdem nahm er als Soldat am Zweiten Weltkrieg teil.
Kühn war seit 1945 Hauptgeschäftsführer der Industrie- und Handelskammer in Jena. 1947 war er Mitglied der Landessynode der evangelisch-lutherischen Kirche in Thüringen. Er siedelte 1949 nach Westdeutschland über und war hier bis 1954 in der freien Wirtschaft tätig. Seit Februar 1954 war er Assistent des Arbeitskreises IV (Arbeit und Soziales) der CDU/CSU-Bundestagsfraktion. Des Weiteren fungierte er als Mitbegründer und Geschäftsführer der Hermann-Ehlers-Gesellschaft in Bonn sowie als Gründer der Vereinigung ehemaliger Mitglieder des Deutschen Bundestages.

## Partei
Kühn war Mitglied der CDU und seit 1960 stellvertretender Vorsitzender des sozialpolitischen Ausschusses der Christdemokraten.

## Abgeordneter
Kühn war von 1961 bis 1969 Mitglied des Deutschen Bundestages. Im Parlament vertrat er von 1961 bis 1965 den Wahlkreis Hildesheim-Stadt und -Land und dann bis 1969 den Wahlkreis Hildesheim. Er machte sich einen Namen als Befürworter der Einführung der Todesstrafe.

## Ehrungen
1957 erhielt er das Bundesverdienstkreuz I. Klasse, 1968 das Große Bundesverdienstkreuz.